# Philodromus dispar
Philodromus dispar és una espècie d'aranyes araneomorfes de la família dels filodròmids (Philodromidae). Fou descrit per primera vegada l'any 1826 per Charles Athanase Walckenaer.
Aquesta espècie es troba des d'Europa a Àsia central. Va ser introduïda a la Colúmbia Britànica (Canadà), i a Washington (Estats Units).
Viu en arbres i arbustos. És un caçador àgil. La femella de l'espècie és variable en la mida i el color. El mascle és negre lluent i iridescent o marró fosc amb vores blanques. Philodromus dispar fa aproximadament 5 mm de llargada; els mascles de 4 a 5 mm i les femelles, de 4 a 6,1 mm. s'alimenta de mosques i altres insectes. No construeix una teranyina sinó que espera les preses en una emboscada, i les empaita quan s'acosten a ella.

## Galeria
- Mascle de Ph. dispar, a la Colúmbia Britànica.
- Femella de ''Ph. dispar a Søborg (Dinamarca)
- Ph. dispar sobre agave